# Campeonato Mundial de Atletismo Júnior de 2014 - Revezamento 4x100 m masculino
A prova dos 4x100 metros masculino do Campeonato Mundial de Atletismo Júnior de 2014 ocorreu entre os dias 25 e 26 de julho em Eugene, nos Estados Unidos.

## Recordes
Antes desta competição, os recordes mundiais e do campeonato nesta prova eram os seguintes:
|     | Nome                                                       | Nacionalidade  | Tempo | Local    | Data                |
| --- | ---------------------------------------------------------- | -------------- | ----- | -------- | ------------------- |
| WJR | Trell Kimmons Abidemi Omole Ivory Williams LaShawn Merritt | Estados Unidos | 38.66 | Grosseto | 18 de julho de 2004 |
| CR  | Trell Kimmons Abidemi Omole Ivory Williams LaShawn Merritt | Estados Unidos | 38.66 | Grosseto | 18 de julho de 2004 |

## Medalhistas
| Ouro                                                                                 | Prata                                                                  | Bronze                                                                       |
| Estados Unidos · Jalen Miller · Trayvon Bromell · Kendal Williams · Trentavis Friday | Japão · Takuya Kawakami · Yoshihide Kiryū · Yuki Koike · Masaharu Mori | Jamaica · Raheem Robinson · Michael O'Hara · Edward Clarke · Jevaughn Minzie |

## Cronograma
Todos os horários são locais (UTC-7).
| Data        | Hora  | Evento        |
| ----------- | ----- | ------------- |
| 25 de julho | 18:40 | Eliminatórias |
| 26 de julho | 17:35 | Final         |

## Resultados

### Eliminatórias
Qualificação: Os 2 primeiros de cada bateria (Q) e os 2 tempos mais rápidos (q).
Bateria 1
| Posição | Nacionalidade | Atletas                                                                | Raia | Reação | Tempo | Notas                |
| ------- | ------------- | ---------------------------------------------------------------------- | ---- | ------ | ----- | -------------------- |
| 1       | China         | Mo Youxue Liang Jinsheng Lin Renkeng Li Zhe                            | 3    | 0.155  | 39.75 | Q,                   |
| 2       | Tailândia     | Teerasak Sunthanon Kacha Sawangyen Natthawut Chuchuai Pooriphat Kaijun | 2    | 0.131  | 40.24 | Q                    |
| 3       | Botswana      | Thabiso Sekgopi Baboloki Thebe Leungo Scotch Karabo Mothibi            | 6    | 0.173  | 40.53 | Recorde da temporada |
| 4       | Polónia       | Tomasz Mudlaff Jacek Kabacinski Marcin Talacha Dominik Kopec           | 7    | 0.184  | 40.68 |                      |
| 5       | Turquia       | Miktat Kaya Miraç Semerci Fatih Aktas Aykut Ay                         | 5    | 0.188  | 41.18 | Recorde da temporada |
| 6       | Reino Unido   | Reuben Arthur Roy Ejiakuekwu Chris Stone Marvin Popoola                | 4    | 0.146  | DNF   |                      |

Bateria 2
| Posição | Nacionalidade  | Atletas                                                                       | Raia | Reação | Tempo | Notas  |
| ------- | -------------- | ----------------------------------------------------------------------------- | ---- | ------ | ----- | ------ |
| 1       | Japão          | Takuya Kawakami Yoshihide Kiryū Yuki Koike Masaharu Mori                      | 3    | 0.167  | 39.23 | Q, WJL |
| 2       | Estados Unidos | Jalen Miller Trayvon Bromell Terry Jerrigan Michael Wells                     | 5    | 0.147  | 39.43 | Q,     |
| 3       | Nigéria        | Kehinde Olubodun Tega Odele Ini-Oluwa Victor Oye Ejowvokoghene Divine Oduduru | 6    | 0.174  | 39.67 | q,     |
| 4       | Austrália      | Josh Clarke Jesse Usoalii Jacob Despard Anthony Collum                        | 7    | 0.159  | 40.18 | q,     |
| 5       | Barbados       | Rivaldo Leacock Levi Cadogan Michael Nicholls Jerrad Mason                    | 2    | 0.209  | 41.39 | '      |
| 6       | Canadá         | Stevens Dorcelus Andre Azonwanna Mobolade Ajomale Deion Barker                | 4    | 0.143  | DSQ   | 170.7  |

Nota:

IAAF Regra 170.7 - Passar o bastão fora da zona de aquisição 

Bateria 3
| Posição | Nacionalidade     | Atletas                                                             | Raia | Reação | Tempo | Notas                |
| ------- | ----------------- | ------------------------------------------------------------------- | ---- | ------ | ----- | -------------------- |
| 1       | Jamaica           | Waseem Williams Raheem Robinson Edward Clarke Raheem Chambers       | 5    | 0.175  | 39.86 | Q                    |
| 2       | Trindade e Tobago | Holland Cabara Micah Ballantyne Akanni Hislop John Mark Constantine | 2    | 0.190  | 40.32 | Q                    |
| 3       | Bahamas           | Keanu Pennerman Cliff Resias Deedro Clarke Javan Martin             | 7    | 0.187  | 40.45 |                      |
| 4       | Noruega           | Even Meinseth Amund Høie Sjursen Jonathan Quarcoo Karsten Warholm   | 4    | 0.153  | 40.62 | NJR                  |
| 5       | África do Sul     | Sonwabiso Skhosana Eckhardt Rossouw Jon Seeliger Thando Roto        | 3    | 0.179  | 40.64 | Recorde da temporada |
| 6       | Itália            | Luca Antonio Cassano Jacopo Spanò Roberto Rigali Simone Pettenati   | 8    | 0.162  | DSQ   | 170.7                |
| 7       | Zimbabwe          |                                                                     | 6    |        | DNS   | 170.7                |

Nota:

IAAF Regra 170.7 - Passar o bastão fora da zona de aquisição 

### Final
A prova final foi realizada no dia 26 de julho às 17:35.
| Posição           | Atletas           | Nacionalidade                                                                    | Raia | Reação | Tempo | Notas                |
| ----------------- | ----------------- | -------------------------------------------------------------------------------- | ---- | ------ | ----- | -------------------- |
| Medalha de ouro   | Estados Unidos    | Jalen Miller Trayvon Bromell Kendal Williams Trentavis Friday                    | 5    | 0.154  | 38.70 | WJL                  |
| Medalha de prata  | Japão             | Takuya Kawakami Yoshihide Kiryū Yuki Koike Masaharu Mori                         | 4    | 0.157  | 39.02 | Recorde da temporada |
| Medalha de bronze | Jamaica           | Raheem Robinson Michael O'Hara Edward Clarke Jevaughn Minzie                     | 6    | 0.174  | 39.12 | Recorde da temporada |
| 4                 | China             | Mo Youxue Liang Jinsheng Lin Renkeng Li Zhe                                      | 3    | 0.168  | 39.51 | NJR                  |
| 5                 | Nigéria           | Omeiza John Akerele Tega Odele Ini-Oluwa Victor Oye Ejowvokoghene Divine Oduduru | 1    | 0.170  | 39.66 | Recorde da temporada |
| 6                 | Trindade e Tobago | Holland Cabara Jonathan Farinha Micah Ballantyne John Mark Constantine           | 7    | 0.188  | 39.92 | Recorde da temporada |
| 7                 | Austrália         | Josh Clarke Jesse Usoalii Jacob Despard Anthony Collum                           | 2    | 0.126  | 40.09 | Recorde da temporada |
| 8                 | Tailândia         | Teerasak Sunthanon Kacha Sawangyen Natthawut Chuchuai Pooriphat Kaijun           | 8    | 0.152  | DNF   |                      |

Legenda
| Recorde mundial       | Recorde mundial (World record)               |                       | Recorde africano                      | Recorde africano (African) |                                           | Q | Classificado por posição (Qualified) |
| Recorde do campeonato | Recorde do campeonato (Championship record)  | Recorde da América    | Recorde da América (Americas)         | q                          | Classificado por melhor tempo (Qualified) |   |                                      |
| Melhor marca do ano   | Melhor marca do ano (World leading)          | Recorde asiático      | Recorde asiático (Asian)              | DNS                        | Não largou (Did not start)                |   |                                      |
| Recorde nacional      | Recorde nacional (National record)           | Recorde europeu       | Recorde europeu (European)            | DNF                        | Não terminou (Did not finish)             |   |                                      |
| Recorde pessoal       | Recorde pessoal do atleta (Personal best)    | Recorde da Oceania    | Recorde da Oceania (Oceania)          | DSQ / DQ                   | Desclassificado (Disqualified)            |   |                                      |
| Recorde da temporada  | Recorde da temporada do atleta (Season best) | Recorde sul-americano | Recorde sul-americano (South America) | NM                         | Sem marca (No mark)                       |   |                                      |